# Mikael Wiehe i Sverige
Mikael Wiehe i Sverige är ett livealbum från 1984 med Mikael Wiehe & Co samt körer från gymnasier i Västernorrland under ledning av Staffan Lindroth.

## Låtlista
Alla låtar skrevs av Mikael Wiehe, där inget annat anges.
Sida ett
1. "Jakten på Dalai lama" - 5:11
2. "Gökungen" - 4:05
3. "Victor Jara" - 4:36
4. "Vi låter oss inte besegras" (Text & musik: Bob Dylan, Sv. text: M. Wiehe) - 4:26

Sida två
1. "Folkens kamp är folkens hopp" (B. Goldberg) - 4:25
2. "Lillan står i hagen" - 4:12
3. "På väg" - 1:50
4. "Titanic (Andraklasspassagerarens sista sång)" - 4:20

Sida tre
1. "Flickan och kråkan" - 3:24
2. "Nu knakar det i välfärdsstatens fogar" - 2:18
3. "I öknen" - 1:40
4. "Krigsdans" (A. Möller & M. Wiehe) - 6:46
5. "Jag är en människa i världen" - 4:16

Sida fyra
1. "Gryning" (A. Möller) - 3:10
2. "Där viljan hos många blir till handling" (A. Möller & M. Wiehe) - 4:18
3. "Också där lugnet är förhärskande" (A. Lindvall & M. Wiehe) - 1:00
4. "I Sverige" - 1:41
5. "Fågel Fenix" - 4:25

## Listplaceringar
| Lista (1984) | Topplacering |
| ------------ | ------------ |
| Sverige      | 27           |

### Fotnoter
1. ↑  ”Hitparad”. http://hitparad.se/showitem.asp?interpret=Mikael+Wiehe&titel=Mikael+Wiehe+i+Sverige&cat=a. Läst 13 december 2011.